# Paul Lemmens
Paul Lemmens (* 29. Juni 1954 in Wilrijk) ist ein belgischer Jurist, Hochschullehrer und Richter am Europäischen Gerichtshof für Menschenrechte.

## Leben und Wirken
Lemmens studierte ab 1971 Rechtswissenschaften an der Universität Antwerpen und der Katholischen Universität Löwen. 1976 erwarb er sein Lizenziat. Nach einem einjährigen Forschungsaufenthalt erwarb er 1978 an der Northwestern University in Chicago auch den Master of Laws. Nach seiner Rückkehr nach Belgien arbeitete er gleichzeitig als Anwalt in Brüssel und ab 1979 als wissenschaftlicher Mitarbeiter an einem zivilprozessrechtlichen Lehrstuhl an der KU Löwen. 1987 wurde er von der KU Löwen mit einer Arbeit zur EMRK zum Dr. iur. promoviert. Seit 1986 ist er Professor für Menschenrechte an der KU Löwen, von 1986 bis 1995 unterrichtete er zusätzlich Zivilprozessrecht, von 1995 bis 1997 Verwaltungsprozessrecht und von 1997 bis 2008 Verfassungsrecht. Darüber hinaus wurde Lemmens 1994 zusätzlich Richter am belgischen Staatsrat, dem obersten belgischen Verwaltungsgericht, 2005 wurde er dort Kammerpräsident. Von 2007 bis 2012 war er zudem im Beratergremium von UNMIK tätig.
Im April 2012 wurde Lemmens als Nachfolger von Françoise Tulkens als Vertreter Belgiens zum Richter am Europäischen Gerichtshof für Menschenrechte gewählt. Er trat seine Amtszeit am 13. September 2012 an. Vom  25. August 2015 bis zum 31. Oktober 2015 sowie vom 3. November 2018 bis zum 4. Mai 2019 war er zudem stellvertretender Vorsitzender einer Sektion. 2021 wurde er nach Ende seiner Amtszeit von Frédéric Krenc abgelöst.